# محمد بهنس
محمد حسين بهنس (1972 - 2013)، كاتب، روائي، شاعر وفنان تشكيلي سوداني تم العثور عليه ميتا في 12 ديسمبر 2013 على أحد أرصفة ميدان إبراهيم باشا بالعتبة.

## حياته
ولد في أم درمان، السودان عام 1972. درس في جامعة الاهليه لمده عام دراسي واحد ومن ثم تقدم باستقالته من الجامعة، سافر إلى فرنسا مطلع الألفين حيث عاش في فرنسا سنتان وتزوج من فرنسية في السودان ولم ينجب منهاثم طلق زوجته، وقامت الحكومة الفرنسية بترحيله بحسب ما ذكر حمور زيادة وبدأت من هنا أزمته النفسية. عاد بهنس بعد حادثة انفصاله عن زوجته التي أثرت فيه نفسيا إلى الخرطوم ليجد ان اخيه المقيم قي بريطانيا توفي ثم توفت والدته واصبح يعيش عزله لمده ثلاثه عوام وكان صديقه الوحيد الذي يزوره في عزلته بكري بقداش وتقرب منه الي ان اقاما سويا بمنزل صديقه بكرى بقداش
جاء إلى القاهرة منذ أكثر من عام ليقيم معرضا تشكيليا. ثم قرر بعدها الإقامة فيها، فعاش في البداية في أحد منازل منطقة العتبة، ثم تدهورت أوضاعه المالية، ولم يجد ما يعينه على الإقامة أو العيش فاتخذ من ميدان التحرير سكنا له وأرصفة وسط القاهرة منصات لإعلان سخطه.

## أعماله الأدبية
رواية «راحيل» التي وصفها النقاد هوار حمدان هجو بأنها «ولادة جديدة لطيب صالح جديد».وله روايه لم تطبع بعنوان الهابر وقصص اخري وله يضا مجموعه شعريه في التصوف.
من شعره: 
بهديك الفوضى
شجار طفلين في ساحة روضة
بهديك الغربة هتاف الموتي
وصمت التربة
بهديك حزنك
وستات الفول أثناء الخمشة
بعد إذنك
بهديك إحباطي
حديث عابر في مركبة عامة بصوت واطي
بهديك الليل البين جبلين فقدك لقي دين
بهديك طلة لبيوت الخيش
وخيم تفتيش
واسواق ارخص مافيها حليفة الله
بهديك متمرد
والنيل في الجركانات باعوهو برد
بهديك ولا شي
واقطع وديان السهو مشي

## أعماله الفنية
كان أول معرض تشكيلي له سنة 1999 حيث عرض لوحاته بالخرطوم. شارك في عدد من المعارض منذ كان طالباً جامعياً في السودان، والخارج من المعارض التي أقامها وشارك فيها: «لايت رسومات» التصوير الفوتوغرافى عام 2006، في قصر المهرجانات دى البنات، Trascon، Ariege، فرنسا، وعام 2004 معرض مدرسة الفن، أديس أبابا، إثيوبيا، عام 2003، المركز الثقافى الألمانى، الخرطوم، السودان، 2002، «لغة الألوان»، وكان المعرض بمشاركة 50 من الفنانين الأفارقة، بون، Alfter، ألمانيا. كما ان لوحاته تزين جدران قصر الإليزيى٫ بباريس.
في شهادات نشرتها على الموقع الإلكتروني لجريدة الوطن من ضمنها ما قاله أحد النشطاء في الثورة احمد بهجت "كنت اعتقد انه متشردا أو شحاتا ولما تحدثت معه اكتشفت أنه من أحسن الفنانين التشكيليين.